# مایک پیرز
مایک پیرز (به انگلیسی: Mick Pearce) در سال ۱۹۳۸ در زیمبابوه متولد شده‌است لیسانس معماری را از انجمن معماری لندن گرفته‌است. مایک پیرز مشهور است به توسعه ساختمانهایی که انرژی کمی مصرف می‌کنند و از انرژی‌های تجدید پذیر استفاده می‌کنند و در بین معمارانی که طراحی هایشان را براساس معماری سبز انجام می‌دهند، از پیشگامان معماری پایدار می‌باشد. مایک پیرز ساختمانهای بسیاری را در انگلستان و در هراره زیمبابوه طراحی کرده‌است. یکی از کارهای وی طراحی و نظارت بر Eastgate در هراره و طراحی ساختمان کاونسیل هاوس (CH2) در ملبورن استرالیا می‌باشد. در سال ۲۰۰۳ جایزه شاهزاده کلاوس به مایک پیرز داده شد که در میان معماران دارای ارزش فراوانی می‌باشد. ایشان یکی از معماران نادر می‌باشد که به دنبال راه حلی برای مشکلات معماری [مناطق استوایی] است. در اوایل دهه ۸۰ میلادی [مایک پیرز] شروع به تولید یک سری ساختمان کرد که شامل ۵ ساختمان تجاری بزرگ، بلوک‌های اداری، ساختمانهای دانشگاه، یک بیمارستان بزرگ، یک معبد هندو و یک مدرسه بین‌المللی می‌باشد.

## آثار
از مهم‌ترین پروژه‌های وی ساختمان Eastgate که یک مجتمع اداری مخلوط شده و یک مرکز خرید می‌باشد، که در حراره واقع شده چیزی که باعث منحصربه‌فرد شدن Eastgate شده‌است.
1. تهویه مناسب
2. به‌طور کامل به وسیله وسایل طبیعی گرم می‌شود و هزینه آن یک دهم یک ساختمان مشابه می‌باشد که در کل ۵/۳ میلیون دلار در هزینه‌های انرژی صرفه جویی شده‌است.

ایده طراحی Eastgate از تپه موریانه گرفته شده‌است که یکی از نادرترین سیستم‌های منحصربه‌فرد طبیعت است و موریانه‌ها در طول فصول سال با بازو بسته کردن دریچه کنترل تهویه و دمای محیط زندگیشان را به دست می‌گیرند مایک پیرز با الهام گرفتن از موریانه‌ها شروع به ساختن ساختمانهایی کرد که در آن تهویه و کنترل دما به صورت کاملاً طبیعی و با استفاده از منباع تجزیه پذیر انجام می‌شود. در ساختمان Eastgate پیرز با الهام گرفتن از لانه موریانه از دیوارهای Eastgate به عنوان عایق استفاده کرد و با استفاده از کانالهای چوبی در ساختمان تهویه مناسبی به وجود آورد که مورد تحسین معماران قرار گرفت. این پروژه نمادی از تنوع در محل کار در ایجاد یک جهان بهتر است.

## نگارخانه

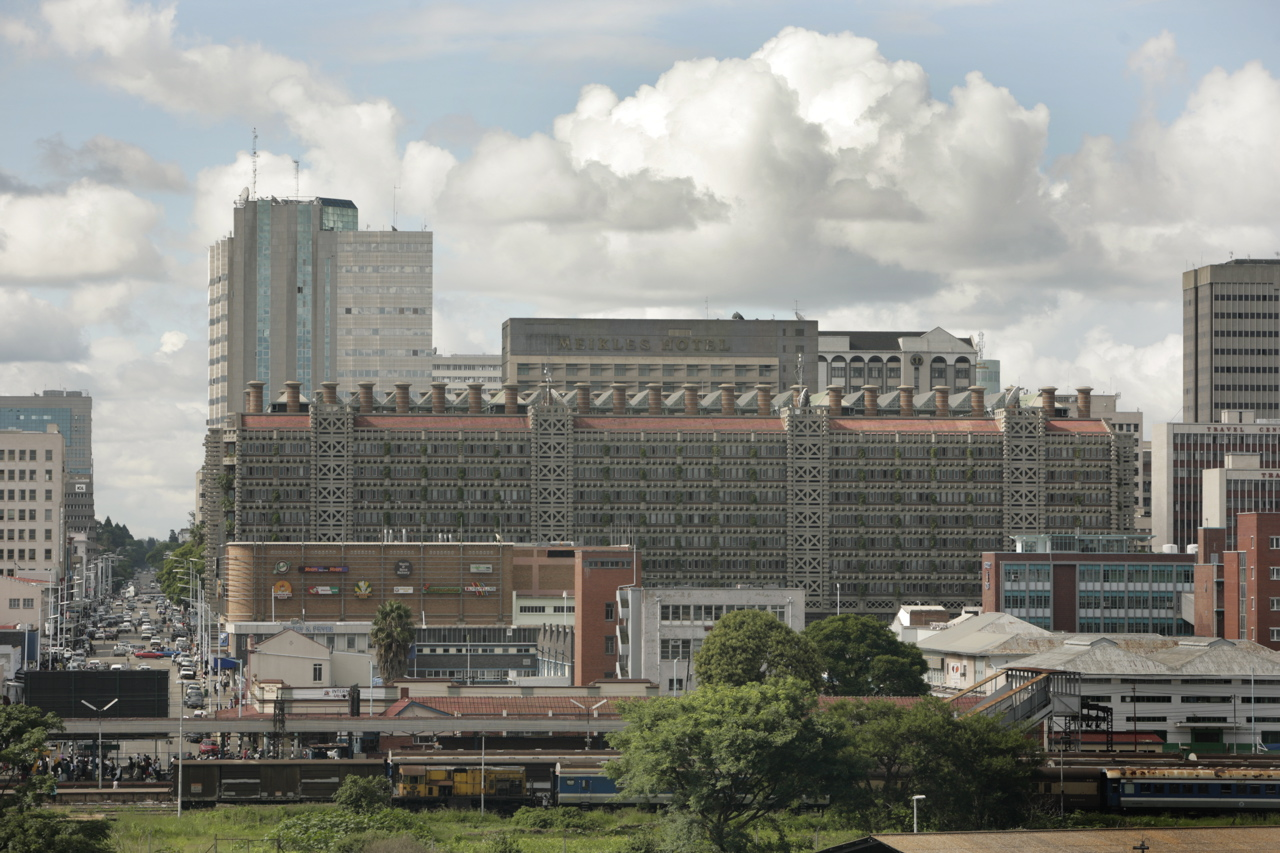
Eastgate Centre
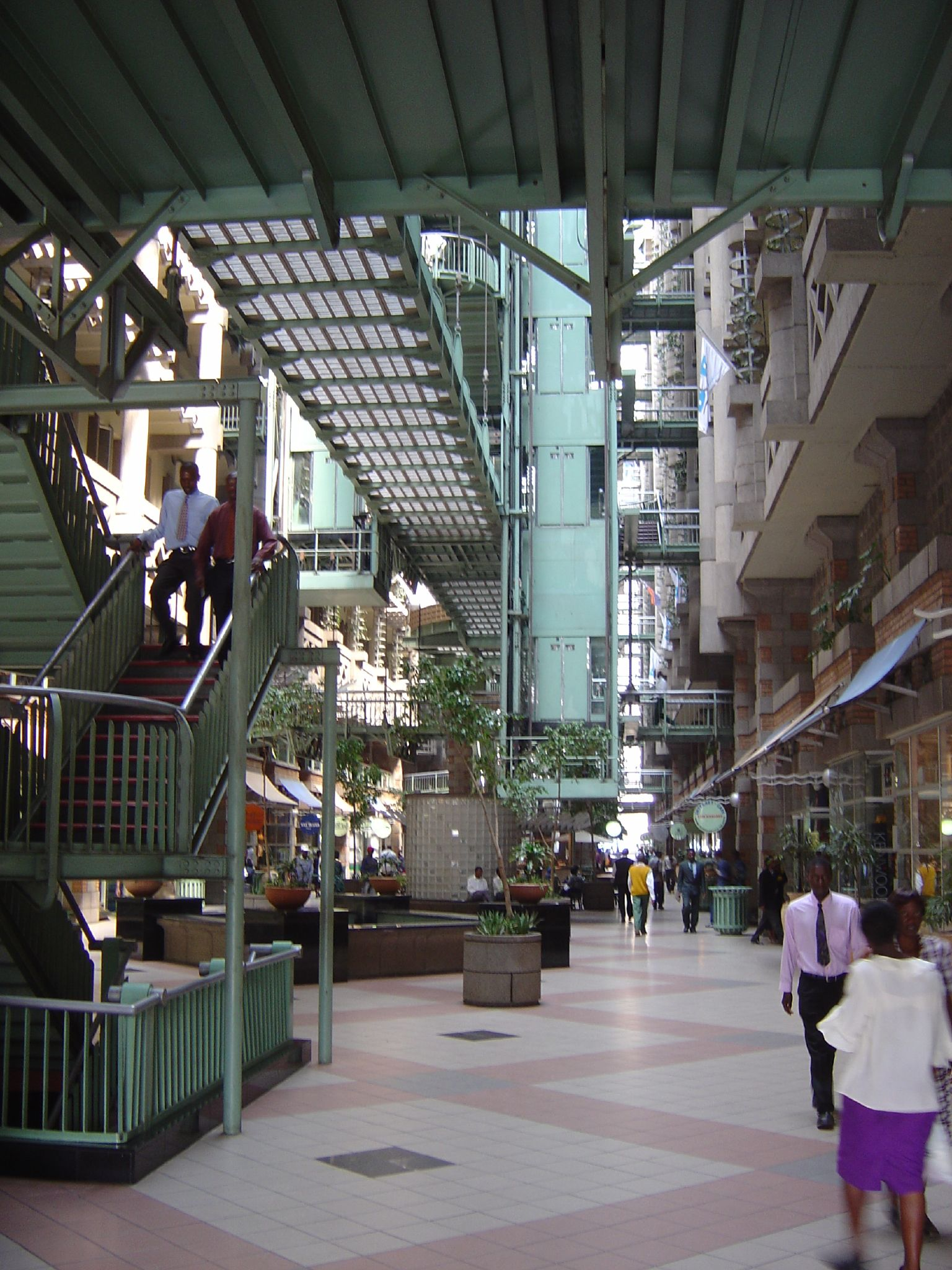
Eastgate Shopping Mall